# サルマーン・アル＝ファーリスィー
サルマーン・アル＝ファーリスィー（アラビア語: سلمان الفارسي Salmān al-Fārisī、? - 656年）あるいはサルマーン・アル＝ムハンマディー（アラビア語: سلمان المحمدي Salmān al-Muḥammadī）は、イスラム教開祖ムハンマドの教友（サハーバ）の一人で、土木技術者。
ファーリスィーはペルシア人、ペルシア出身の意味である。

## 人物
ペルシアのカーゼルーン（ファールス州）もしくはイスファハン近郊の出身とされる。土地の有力者であるゾロアスター教徒の家に生まれ、キリスト教の教えに惹かれてシリアへ向かったがアラブ人の一部族に騙されてマディーナのユダヤ人へ奴隷として売り飛ばされる。マディーナに移住（ヒジュラ）したムハンマドと出会い教えに帰依し、ムハンマドが身受け金を肩代わりして解放された。
627年のハンダクの戦い（塹壕の戦い）ではサルマーンの提案で塹壕を掘って防衛に成功し、これが戦史上で世界最初の塹壕戦とされる。このためサルマーンはアラブ諸国の軍隊では世界初の工兵とされている。また、塹壕を掘るための金属製シャベルを発明したのもサルマーンで、本人が使用していたシャベルは現在でもエジプトにあるサルマーンのモスクに聖遺物として安置されている。
サルマーンはムハンマドから身内扱いされたといわれ、正統カリフ時代にはアリーを推していた。
シーア派の一派とされるアラウィー派では、アリーとムハンマドに次いで崇敬される。